# غيلبرتو كامبل
غيلبرتو كامبل هو مجدف كوبي، ولد في 7 أبريل 1940.

## وصلات خارجية
- غيلبرتو كامبل على موقع الاتحاد الدولي للتجديف (الإنجليزية)
- غيلبرتو كامبل على موقع أوليمبيديا (الإنجليزية)